# Didymoplexis pallens
Didymoplexis pallens là một loài thực vật có hoa trong họ Lan. 'Loài này được mô tả lần đầu vào năm 1844 bởi William Griffith dựa trên mẫu cây thu thập từ một khu rừng tre gần Calcutta, và mô tả được đăng trên Calcutta Journal of Natural History.
Didymoplexis pallens không tự sản xuất thức ăn, mà phụ thuộc vào một loại nấm để sống. Nó có tới 15 hoa nhỏ màu trắng, hồng hoặc nâu trên một thân hoa vàng mềm mại. Các bông hoa mở một cách tuần tự, chỉ tồn tại trong một thời gian ngắn. 

## Miêu tả
Didymoplexis pallens là một loài thực vật thảo mộc sống trên đất, không có lá, có rễ thân dày và thân hoa màu vàng mập mạp, cao từ 60 đến 250 mm. Có từ năm đến mười lăm hoa màu trắng, hồng hoặc nâu, dài khoảng 6-8 mm và rộng 8-10 mm, nhưng chỉ có một hoặc hai bông hoa tồn tại trong một thời điểm ngắn. Hoa có hình chuông với cánh và đài có kích thước và hình dạng tương tự và kết hợp khoảng một nửa chiều dài của chúng. Chiếc môi là hình cửa sổ, dài khoảng 6-7 mm và rộng 9-10 mm, với các cạnh uốn lên phía trên. Có hai hoặc ba hàng không đều của gai nhỏ dọc theo đường giữa của chiếc môi. Cây xuất hiện sau cơn mưa đầu mùa mưa và nở hoa từ tháng 11 đến tháng 3 ở Úc và từ tháng 4 đến tháng 5 ở Trung Quốc.

## Phân bố và môi trường sống
Crystal bells phát triển trong rừng mưa, rừng cỏ và rừng tre ở Trung Quốc, Đài Loan, Afghanistan, Bangladesh, Ấn Độ, Myanmar, Indonesia, Nhật Bản, Malaysia, Philippines, New Guinea, Thái Lan, Việt Nam, Úc bao gồm Đảo Giáng Sinh và các đảo ở phía tây nam Thái Bình Dương. Ở Úc, nó được tìm thấy trên Bán đảo Cape York, điều hành xuống phía nam đến Cardwell, trên một số đảo Torres Strait, ở các khu vực phía bắc của Lãnh thổ Bắc Úc và vùng Kimberley của Tây Úc.